# Javier Jiménez Sendín
Javier Jiménez Sendín (Madrid, Espanya 1945) és un enginyer espanyol, considerat una autoritat mundial en el camp de la turbulència, acadèmic de la Reial Acadèmia d'Enginyeria d'Espanya i de la Reial Acadèmia de Ciències Exactes, Físiques i Naturals.

## Biografia
El 1969 es llicencià en enginyeria a l'Escola Tècnica Superior d'Enginyeria de Madrid, on s'hi doctorà el 1975. Després va anar a l'Institut Tecnològic de Califòrnia on el 1970 va obtenir un màster en aeronàutica i el 1973 es doctorà en matemàtiques aplicades.
Ha estat catedràtic de Mecànica de Fluids Computacional a l'Escola Tècnica Superior d'Enginyers Aeronàutics de Madrid i professor visitant en la Universitat Stanford, i ha desenvolupat també labors docents en la École polytechnique de París.
Ha centrat la seva recerca al voltant dels problemes bàsics de la turbulència, sent un pioner a Espanya en l'aplicació de la supercomputació als problemes de mecànica de fluids. També ha treballat entre d'altres en la transició hidrodinàmica, simulació numèrica de fluxos turbulents i combustió, dinàmica de remolins, gràfics per ordinador per a anàlisi d'experiments, teoria de fluxos a baixos nombres de Reynolds, simulació numèrica de fluxos transsònics, procés digital d'imatges i aplicacions, anàlisi numèrica de fluxos convectius, codificació d'informació geogràfica, control i predicció de contaminants atmosfèrics, teoria d'ones no-lineals i ressonància.
El 1998 va rebre el Premi Nacional de Recerca de la Reial Acadèmia de Ciències Exactes, Físiques i Naturals. En 2005 és escollit membre de la Reial Acadèmia d'Enginyeria d'Espanya i en 2008 és escollit membre de la Reial Acadèmia de Ciències Exactes, Físiques i Naturals, en la que va ingressar en 2011 amb el discurs "Las teorías de la turbulencia y la imaginación en la Física".